# Oscarsgalan 1984
Oscarsgalan 1984 var den 56:e upplagan av Oscarsgalan som sändes från Dorothy Chandler Pavilion i Los Angeles den 9 april 1984. Programledare var Johnny Carson.
Den mest framgångsrika filmen under årets gala var Ömhetsbevis, som inte bara vann priset för Bästa film utan var även nominerad i flest kategorier och vann flest priser. Linda Hunt blev den första skådespelaren att vinna en Oscar för att ha spelat en rollfigur av det motsatta könet. Hon spelade en manlig fotograf i Peter Weirs Brännpunkt Djakarta.

## Vinnare och nominerade
Vinnarna listas i fetstil.
| Bästa film | Bästa regi |
| --- | --- |

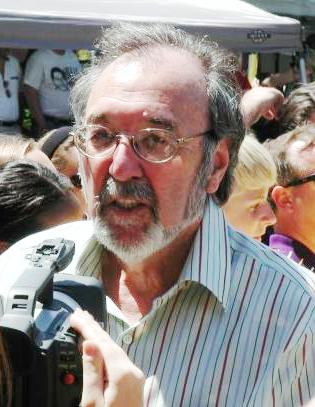
James L. Brooks
Bästa film, Bästa regi och Bästa manus efter förlaga

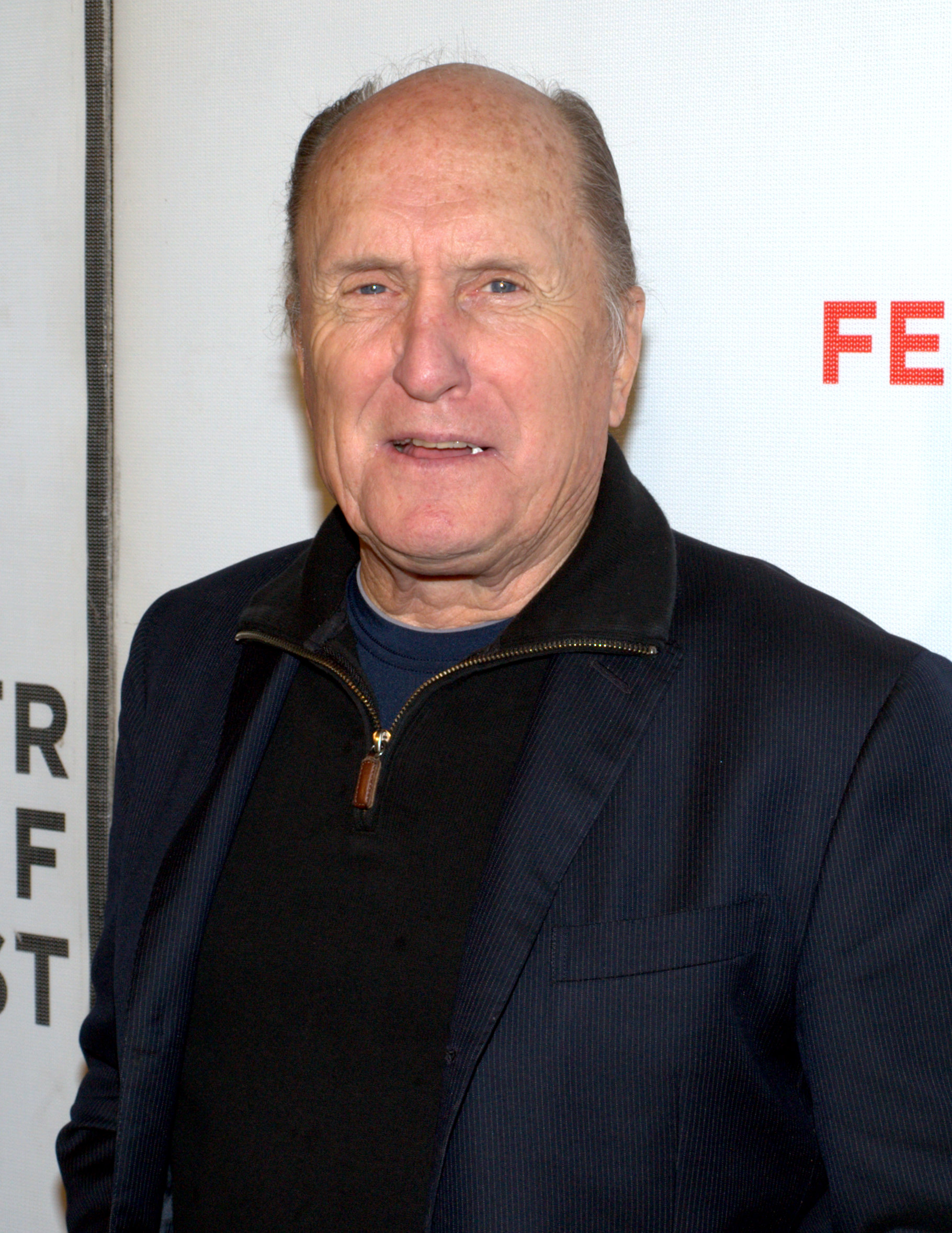
Robert Duvall
Bästa manliga huvudroll

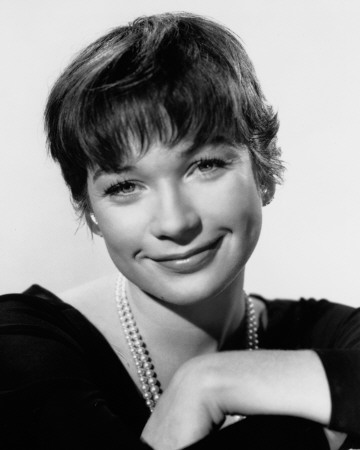
Shirley MacLaine
Bästa kvinnliga huvudroll

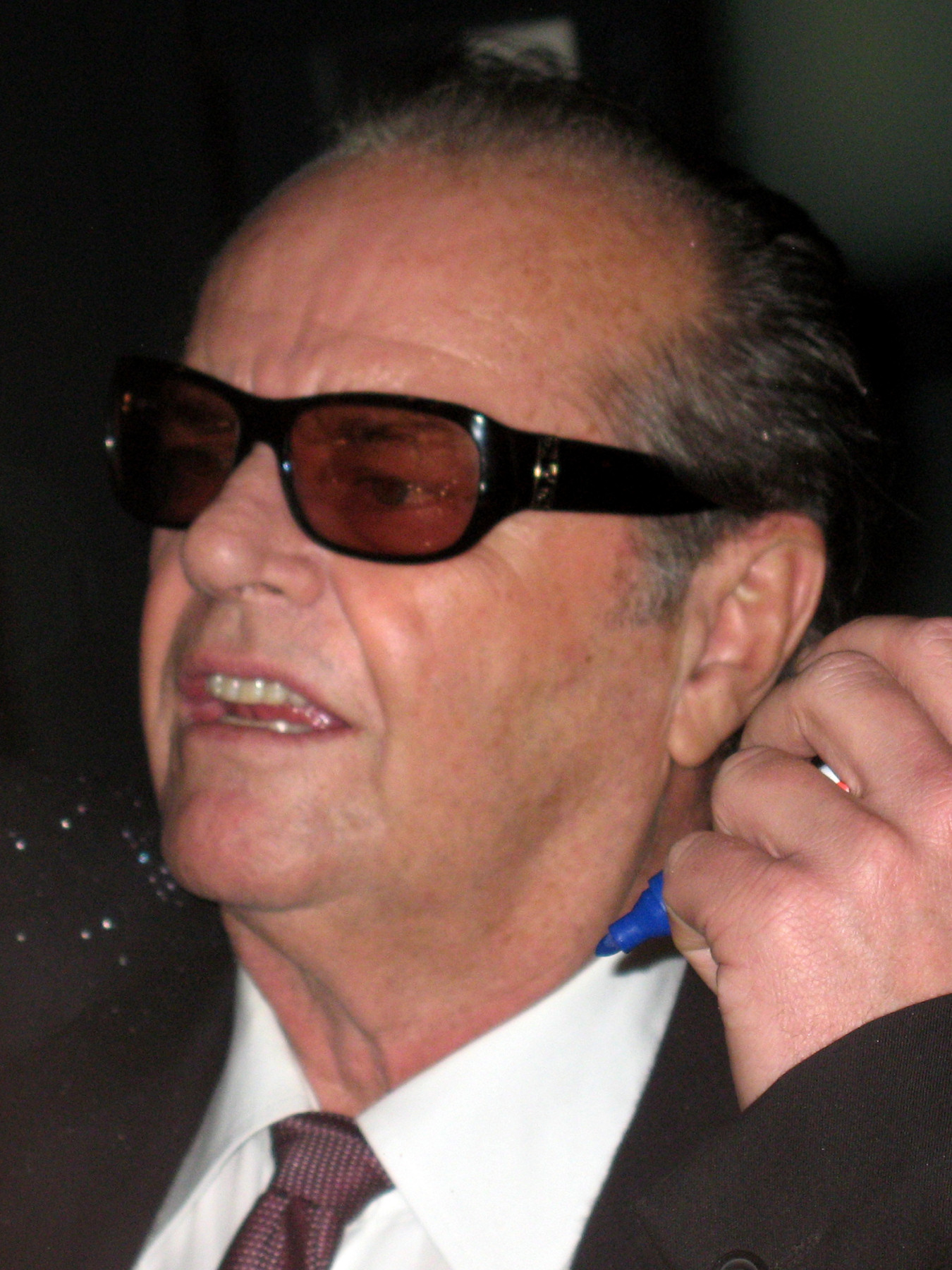
Jack Nicholson
Bästa manliga biroll

| - Ömhetsbevis – James L. Brooks - Människor emellan – Michael Shamberg - Påklädaren – Peter Yates - Rätta virket – Irwin Winkler och Robert Chartoff - På nåd och onåd – Philip Hobel | - James L. Brooks – Ömhetsbevis - Bruce Beresford – På nåd och onåd - Ingmar Bergman – Fanny och Alexander - Mike Nichols – Silkwood - Peter Yates – Påklädaren |
| Bästa manliga huvudroll | Bästa kvinnliga huvudroll |
| - Robert Duvall – På nåd och onåd - Michael Caine – Timmarna med Rita - Tom Conti – Ruben, Ruben - Tom Courtenay – Påklädaren - Albert Finney – Påklädaren | - Shirley MacLaine – Ömhetsbevis - Jane Alexander – Testamentet - Meryl Streep – Silkwood - Julie Walters – Timmarna med Rita - Debra Winger – Ömhetsbevis |
| Bästa manliga biroll | Bästa kvinnliga biroll |
| - Jack Nicholson – Ömhetsbevis - Charles Durning – Att vara eller inte vara eller Det våras för Hamlet - John Lithgow – Ömhetsbevis - Sam Shepard – Rätta virket - Rip Torn – Cross Creek | - Linda Hunt – Brännpunkt Djakarta - Cher – Silkwood - Glenn Close – Människor emellan - Amy Irving – Yentl - Alfre Woodard – Cross Creek |
| Bästa originalmanus | Bästa manus efter förlaga |
| - På nåd och onåd – Horton Foote - Människor emellan – Lawrence Kasdan och Barbara Benedek - Fanny och Alexander – Ingmar Bergman - Silkwood – Nora Ephron och Alice Arlen - War Games – Lawrence Lasker och Walter F. Parkes | - Ömhetsbevis – James L. Brooks - Svek – Harold Pinter - Påklädaren – Ronald Harwood - Timmarna med Rita – Willy Russell - Ruben, Ruben – Julius J. Epstein |
| Bästa icke-engelskspråkiga film | Bästa sång |
| - Fanny och Alexander – Ingmar Bergman - Carmen Carmen – Carlos Saura - Franska väninnor – Diane Kurys - I afton dans – Ettore Scola - Jób lázadása – Imre Gyöngyössy och Barna Kabay | - "Flashdance... What a Feeling" från Flashdance – Musik av Giorgio Moroder; Text av Keith Forsey och Irene Cara - "Maniac" från Flashdance – Musik och Text av Michael Sembello och Dennis Matkosky - "Over You" från På nåd och onåd – Musik och Text av Austin Roberts och Bobby Hart - "Papa, Can You Hear Me?" från Yentl – Musik av Michel Legrand; Text av Alan Bergman och Marilyn Bergman - "The Way He Makes Me Feel" från Yentl – Musik av Michel Legrand; Text av Alan Bergman och Marilyn Bergman |
| Bästa dokumentär | Bästa kortfilmsdokumentär |
| - He Makes Me Feel Like Dancin' – Emile Ardolino - Children of Darkness – Richard Kotuk och Ara Chekmayan - First Contact – Bob Connolly och Robin Anderson - The Profession of Arms – Michael Bryans och Tina Viljoen - Seeing Red – Jim Klein och Julia Reichert | - Flamenco at 5:15 – Cynthia Scott och Adam Symansky - In the Nuclear Shadow: What Can the Children Tell Us? – Vivienne Verdon-Roe och Eric Thiermann - Sewing Woman – Arthur Dong - Spaces: The Architecture of Paul Rudolph – Bob Eisenhardt - Ihr zent frei – Dea Brokman och Ilene Landis |
| Bästa kortfilm | Bästa animerade kortfilm |
| - Boys and Girls – Janice L. Platt - Goodie-Two-Shoes – Ian Emes - Overnight Sensation – Jon Bloom | - Sundae in New York – Jimmy Picker - Musse Piggs julsaga – Burny Mattinson - Sound of Sunshine - Sound of Rain – Eda Godel Hallinan |
| Bästa originalmusik | Bästa sång baserad eller adapterad musik |
| - Rätta virket – Bill Conti - Cross Creek – Leonard Rosenman - Jedins återkomst – John Williams - Ömhetsbevis – Michael Gore - I skottlinjen – Jerry Goldsmith | - Yentl – Michel Legrand, Alan Bergman och Marilyn Bergman - Blåsningen 2 – Lalo Schifrin - Ombytta roller – Elmer Bernstein |
| Bästa ljudredigering | Bästa ljud |
| - Rätta virket – Jay Boekelheide - Jedins återkomst – Ben Burtt | - Rätta virket – Mark Berger, Thomas Scott, Randy Thom och David MacMillan - Vargarnas land – Alan Splet, Todd Boekelheide, Randy Thom och David Parker - Jedins återkomst – Ben Burtt, Gary Summers, Randy Thom och Tony Dawe - Ömhetsbevis – Donald O. Mitchell, Rick Kline, Kevin O'Connell och James R. Alexander - War Games – Michael J. Kohut, Carlos Delarios, Aaron Rochin och Willie D. Burton |
| Bästa scenografi | Bästa foto |
| - Fanny och Alexander – Anna Asp och Susanne Lingheim - Jedins återkomst – Norman Reynolds, Fred Hole, James L. Schoppe och Michael Ford - Rätta virket – Geoffrey Kirkland, Richard Lawrence, W. Stewart Campbell, Peter R. Romero, Jim Poynter och George R. Nelson - Ömhetsbevis – Polly Platt, Harold Michelson, Tom Pedigo och Anthony Mondell - Yentl – Roy Walker, Leslie Tomkins och Tessa Davies | - Fanny och Alexander – Sven Nykvist - Flashdance – Donald Peterman - Rätta virket – Caleb Deschanel - War Games – William A. Fraker - Zelig – Gordon Willis |
| Bästa kostym | Bästa klippning |
| - Fanny och Alexander – Marik Vos-Lundh - Cross Creek – Joe I. Tompkins - Heart Like a Wheel – William Ware Theiss - Martin Guerres återkomst – Anne-Marie Marchand - Zelig – Santo Loquasto | - Rätta virket – Glenn Farr, Lisa Fruchtman, Stephen A. Rotter, Douglas Stewart och Tom Rolf - Blue Thunder – Frank Morriss och Edward M. Abroms - Flashdance – Bud S. Smith och Walt Mulconery - Silkwood – Sam O'Steen - Ömhetsbevis – Richard Marks |

### Heders-Oscar
- Hal Roach

### Jean Hersholt Humanitarian Award
- M.J. Frankovich

### Special Achievement-Oscar
- Jedins återkomst – Richard Edlund, Dennis Muren, Ken Ralston och Phil Tippett

### Filmer med flera nomineringar
- 11 nomineringar: Ömhetsbevis
- 8 nomineringar: Rätta virket
- 6 nomineringar: Fanny och Alexander
- 5 nomineringar: På nåd och onåd, Påklädaren, Silkwood och Yentl
- 4 nomineringar: Cross Creek, Flashdance och Jedins återkomst
- 3 nomineringar: Människor emellan, Timmarna med Rita och War Games
- 2 nomineringar: Ruben, Ruben och Zelig

### Filmer med flera vinster
- 5 vinster: Ömhetsbevis
- 4 vinster: Fanny och Alexander och Rätta virket
- 2 vinster: På nåd och onåd